# Propithecus edwardsi
El sifaca de Milne-Edwards (Propithecus edwardsi) es un primate estrepsirrino de la familia Indriidae. Es arborícola y endémico de la selva lluviosa del este de Madagascar.

## Galería

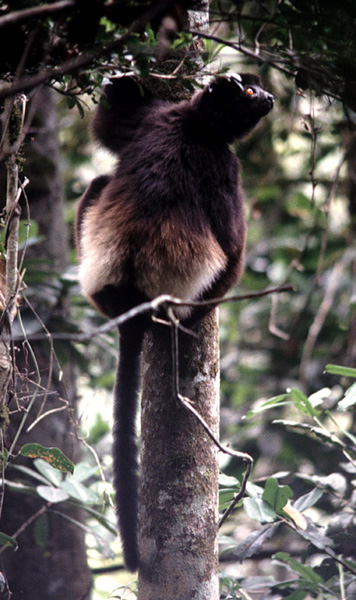
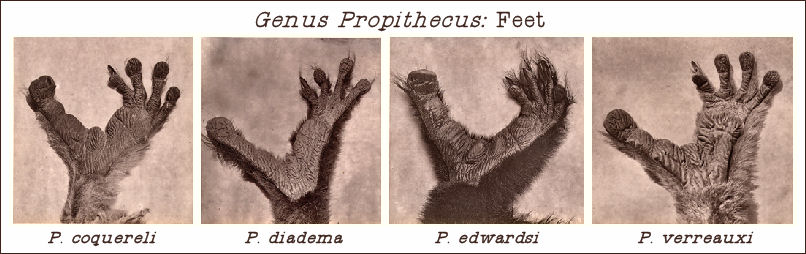